# De Mearmin (Dokkum)
De Mearmin – wiatrak w miejscowości Dokkum, w gminie Dongeradeel, w prowincji Fryzja, w Holandii. Młyn został wzniesiony w 1968 r. Ma on dwa piętra, przy czym powstał na jednopiętrowej bazie. Jego śmigła mają rozpiętość 15,10 m.